# Tempo schermo
Il tempo schermo, in inglese screen time, è l'unità di misura del tempo che si passa davanti a schermi visivi di tipo elettronico quali ad esempio televisori, monitor, telefoni cellulari.

## Applicazioni e effetti
Il tempo schermo viene usato per studiare gli eventuali effetti sanitari o sociali implicati nell'uso frequente di detti schermi.
A livello lavorativo sono emerse correlazioni con l'aumento del tempo schermo e disturbi all'apparato visivo e disturbi legati alla prolungata postura del corpo.
Sono state provate correlazioni significative sulla quantità di tempo trascorso davanti a schermi e problematiche infantili e giovanili , che hanno indotto l'Organizzazione Mondiale della Sanità, l'Associazione Americana dei Pediatri, il Ministero per la Famiglia Francese, ad emanare dei consigli informativi sui rischi a cui vengono esposti i giovani. Recentemente anche la Società Italiana di Pediatria (SIP) ha elaborato linee guida che sconsigliano l'uso prima dei due anni e consigliano una bassa esposizione in età evolutiva in quanto il tempo schermo prolungato è un ritardatore potente di sviluppo di competenze cognitive e relazionali, oltre ad avere effetti sul sonno sulla salute fisica e sviluppo mentale, l'Organizzazione Mondiale della Sanità ha presentato nel 2019 una linea guida intitolata "Per crescere sani, i bambini devono stare meno seduti e giocare di più", per migliorare l'attività fisica, il comportamento
sedentario e il sonno nei bambini sotto i 5 anni.

## Differenze sociali
Sono emerse differenze sociali che hanno quantificato percentualmente come le fasce economiche più basse hanno un tempo schermo più elevato.